# Ermanno di Sassonia-Weimar-Eisenach
Ermanno Giorgio Bernardo di Sassonia-Weimar-Eisenach (Castello di Altenstein, 4 agosto 1825 – Berchtesgaden, 31 agosto 1901) fu principe di Sassonia-Weimar-Eisenach.

## Biografia
Ermanno era il terzo figlio del principe Bernardo di Sassonia-Weimar-Eisenach (1792-1862) e della moglie Ida di Sassonia-Meiningen (1794-1852), figlia di Giorgio I, duca di Sassonia-Meiningen. Era un nipote della regina Adelaide di Gran Bretagna.
Nel 1840, Ermanno frequentò l'accademia militare di Württemberg. Divenne maggiore generale e dal 1859, è stato comandante della divisione della Reale cavalleria di Württemberg. Ha ricevuto diverse medaglie, tra cui l'ordine di Aleksandr Nevskij, la gran croce dell'Ordine del Falco Bianco, l'Ordine Reale di Santo Stefano d'Ungheria e l'ordine della corona del Württemberg.

## Matrimonio
Il 17 giugno 1851 a Friedrichshafen, sposò la principessa Augusta di Württemberg (1826-1898), la figlia più giovane del re Guglielmo I di Württemberg.
La coppia ebbe sei figli:
- Paolina (1852-1904): sposò nel 1873 il granduca ereditario Carlo Augusto di Sassonia-Weimar-Eisenach (1844-1894)
- Guglielmo (1853-1924)

sposò nel 1885 la principessa Gerta di Isenburg-Büdingen-Wächtersbach (1863-1945)
- Bernardo (1855-1907), dal 1901 "Conte di Crayenburg", sposò
  1. nel 1900 Marie Louise Brockmüller (1866-1903)
  2. nel 1905 la contessa Elisabeth von der Schulenburg (1869-1940)
- Alessandro (1857-1891)
- Ernesto (1859-1909)
- Olga (1869-1924): sposò nel 1902 il principe Leopoldo of Isenburg-Büdingen-Birstein (1866-1933), figlio maggiore di Carlo, principe di Isenburg e Büdingen in Birstein.

## Morte
Morì il 31 agosto 1901 e fu sepolto nel Pragfriedhof di Stoccarda.

## Ascendenza
|                                           |                                      |                                                | Genitori                                 |  |  | Nonni |  |  | Bisnonni                                       |  |  | Trisnonni                            |  |
|                                           |                                      |                                                |                                          |  |  |       |  |  | Ernesto Augusto II di Sassonia-Weimar-Eisenach |  |  | Ernesto Augusto I di Sassonia-Weimar |  |
|                                           |                                      |                                                |                                          |  |  |       |  |  | Ernesto Augusto II di Sassonia-Weimar-Eisenach |  |  | Ernesto Augusto I di Sassonia-Weimar |  |
|                                           |                                      | Sofia Carlotta di Brandeburgo-Bayreuth         |                                          |  |  |       |  |  | Ernesto Augusto II di Sassonia-Weimar-Eisenach |  |  |                                      |  |
| Carlo Augusto di Sassonia-Weimar-Eisenach |                                      |                                                |                                          |  |  |       |  |  | Ernesto Augusto II di Sassonia-Weimar-Eisenach |  |  |                                      |  |
|                                           |                                      | Anna Amalia di Brunswick-Wolfenbüttel          | Carlo I di Brunswick-Wolfenbüttel        |  |  |       |  |  |                                                |  |  |                                      |  |
|                                           |                                      | Anna Amalia di Brunswick-Wolfenbüttel          | Carlo I di Brunswick-Wolfenbüttel        |  |  |       |  |  |                                                |  |  |                                      |  |
|                                           |                                      | Anna Amalia di Brunswick-Wolfenbüttel          | Filippina Carlotta di Prussia            |  |  |       |  |  |                                                |  |  |                                      |  |
| Bernardo di Sassonia-Weimar-Eisenach      |                                      | Anna Amalia di Brunswick-Wolfenbüttel          |                                          |  |  |       |  |  |                                                |  |  |                                      |  |
|                                           |                                      | Luigi IX d'Assia-Darmstadt                     | Luigi VIII d'Assia-Darmstadt             |  |  |       |  |  |                                                |  |  |                                      |  |
|                                           |                                      | Luigi IX d'Assia-Darmstadt                     | Luigi VIII d'Assia-Darmstadt             |  |  |       |  |  |                                                |  |  |                                      |  |
|                                           |                                      | Luigi IX d'Assia-Darmstadt                     | Carlotta di Hanau-Lichtenberg            |  |  |       |  |  |                                                |  |  |                                      |  |
| Luisa Augusta d'Assia-Darmstadt           |                                      | Luigi IX d'Assia-Darmstadt                     |                                          |  |  |       |  |  |                                                |  |  |                                      |  |
|                                           |                                      | Carolina del Palatinato-Zweibrücken-Birkenfeld | Cristiano III del Palatinato-Zweibrücken |  |  |       |  |  |                                                |  |  |                                      |  |
|                                           |                                      | Carolina del Palatinato-Zweibrücken-Birkenfeld | Cristiano III del Palatinato-Zweibrücken |  |  |       |  |  |                                                |  |  |                                      |  |
|                                           |                                      | Carolina del Palatinato-Zweibrücken-Birkenfeld | Carolina di Nassau-Saarbrücken           |  |  |       |  |  |                                                |  |  |                                      |  |
| Ermanno di Sassonia-Weimar-Eisenach       |                                      | Carolina del Palatinato-Zweibrücken-Birkenfeld |                                          |  |  |       |  |  |                                                |  |  |                                      |  |
|                                           | Antonio Ulrico di Sassonia-Meiningen | Bernardo I di Sassonia-Meiningen               |                                          |  |  |       |  |  |                                                |  |  |                                      |  |
|                                           | Antonio Ulrico di Sassonia-Meiningen | Bernardo I di Sassonia-Meiningen               |                                          |  |  |       |  |  |                                                |  |  |                                      |  |
|                                           | Antonio Ulrico di Sassonia-Meiningen | Elisabetta Eleonora di Brunswick-Wolfenbüttel  |                                          |  |  |       |  |  |                                                |  |  |                                      |  |
| Giorgio I di Sassonia-Meiningen           | Antonio Ulrico di Sassonia-Meiningen |                                                |                                          |  |  |       |  |  |                                                |  |  |                                      |  |
|                                           |                                      | Carlotta Amalia d'Assia-Philippsthal           | Carlo I d'Assia-Philippsthal             |  |  |       |  |  |                                                |  |  |                                      |  |
|                                           |                                      | Carlotta Amalia d'Assia-Philippsthal           | Carlo I d'Assia-Philippsthal             |  |  |       |  |  |                                                |  |  |                                      |  |
|                                           |                                      | Carlotta Amalia d'Assia-Philippsthal           | Cristina di Sassonia-Eisenach            |  |  |       |  |  |                                                |  |  |                                      |  |
| Ida di Sassonia-Meiningen                 |                                      | Carlotta Amalia d'Assia-Philippsthal           |                                          |  |  |       |  |  |                                                |  |  |                                      |  |
|                                           |                                      | Cristiano Alberto di Hohenlohe-Langenburg      | Luigi di Hohenlohe-Langenburg            |  |  |       |  |  |                                                |  |  |                                      |  |
|                                           |                                      | Cristiano Alberto di Hohenlohe-Langenburg      | Luigi di Hohenlohe-Langenburg            |  |  |       |  |  |                                                |  |  |                                      |  |
|                                           |                                      | Cristiano Alberto di Hohenlohe-Langenburg      | Eleonora di Nassau-Saarbrücken           |  |  |       |  |  |                                                |  |  |                                      |  |
| Luisa Eleonora di Hohenlohe-Langenburg    |                                      | Cristiano Alberto di Hohenlohe-Langenburg      |                                          |  |  |       |  |  |                                                |  |  |                                      |  |
|                                           |                                      | Carolina di Stolberg-Gedern                    | Federico Carlo di Stolberg-Gedern        |  |  |       |  |  |                                                |  |  |                                      |  |
|                                           |                                      | Carolina di Stolberg-Gedern                    | Federico Carlo di Stolberg-Gedern        |  |  |       |  |  |                                                |  |  |                                      |  |
|                                           |                                      | Carolina di Stolberg-Gedern                    | Luisa di Nassau-Saarbrücken              |  |  |       |  |  |                                                |  |  |                                      |  |
|                                           |                                      | Carolina di Stolberg-Gedern                    |                                          |  |  |       |  |  |                                                |  |  |                                      |  |